# تنفس بطني
التنفس البطني أو التنفس العميق هو تنفّس يحدث عن طريق ملامسة الحجاب الحاجز وجوف البطن. يدخل الهواء الرئتين وينتفخ البطن خلال هذا النوع من التنفس.